# John Bligh Conway
John Bligh Conway (Nova Orleães, 22 de setembro de 1939) é um matemático estadunidense.

## Publicações selecionadas
- Conway, John B. (1978). Functions of One Complex Variable I (Graduate Texts in Mathematics 11). [S.l.]: Springer-Verlag. ISBN 0-387-90328-3
- Conway, John B. (1997). A Course in Functional Analysis. [S.l.]: Springer. ISBN 0-387-97245-5
- Conway, John B. (1996). On Being a Department Head: A Personal View. [S.l.]: American Mathematical Society. ISBN 0-8218-0615-7
- Conway, John B. (1991). The Theory of Subnormal Operators. [S.l.]: American Mathematical Society. ISBN 0-8218-1536-9
- Conway, John B. (1973). «A complete Boolean algebra of subspaces which is not reflexive». Bull. Amer. Math. Soc. 79 (4): 720–722. doi:10.1090/S0002-9904-1973-13279-3